# 天主教哈瑟尔特教区
天主教哈瑟爾特教區（拉丁語：Dioecesis Hasseletensis）是羅馬天主教在比利時的一個教教區，屬梅赫倫-布魯塞爾總教區。
教區範圍包括林堡省。2011年，有728,000名教友，估轄區總人口85.5%，有311個堂區、471名司鐸、79名終身執事、198名修士、534名修女。現任教區主教為博德·霍格馬滕斯。
教區成立於1967年5月31日。

## 參考資料

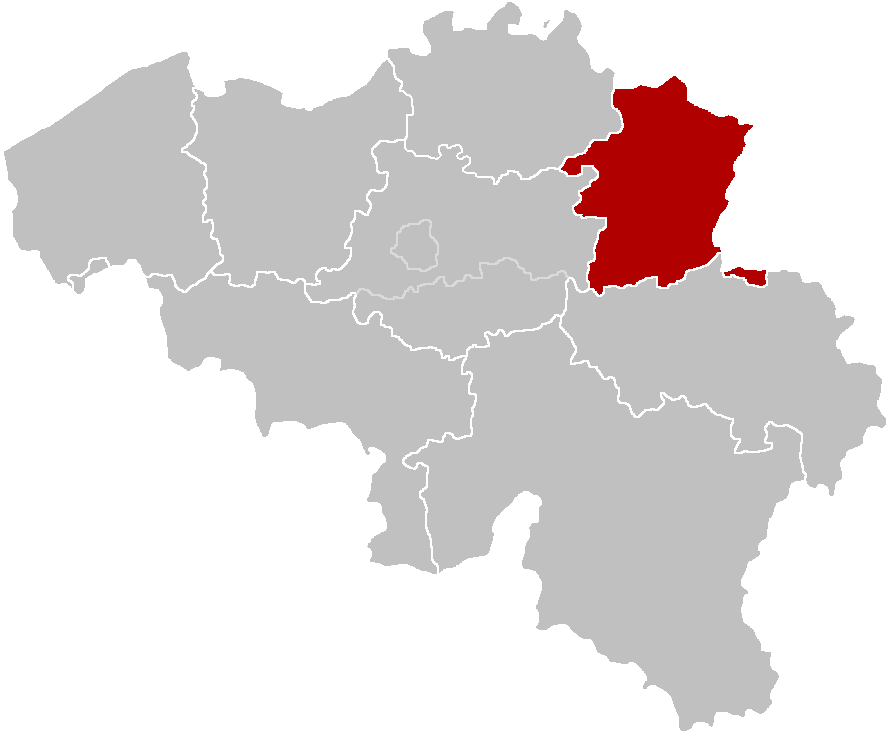
哈瑟爾特教區管轄範圍圖